# Gente senza storia
Gente senza storia è un romanzo psicologico di Judith Guest, noto per l'adattamento cinematografico Gente comune, diretto da Robert Redford e vincitore del premio oscar. Il romanzo vinse il Premio Janet Heidinger Kafka.

## Trama
Due fratelli fanno una gita in barca, ma vengono sorpresi dalla tempesta. Soltanto Conrad sopravvive ed in seguito tenta il suicidio e viene riconverato in un ospedale psichiatrico. Il ritorno alla normalità sarà duro, perché egli si sente in colpa per la morte del fratello, nonostante non sia stata colpa sua. Sua madre è una donna fredda e superficiale, amareggiata per la morte del figlio prediletto. La "guarigione" del protagonista comporterà l'abbandono della madre del tetto coniugale.